# Pók Attila
Pók Attila (Budapest, 1950. május 27. –) magyar történész, egyetemi tanár.

## Életpályája
Szülei Pók Lajos (1919–1998) irodalomtörténész és Somlai Alice voltak. 1968–1973 között az Eötvös Loránd Tudományegyetem Bölcsészettudományi Kar (ELTE-BTK) történelem–angol szakos hallgatója volt. 1973–2011 között a Magyar Tudományos Akadémia (MTA) Történelemtudományi Intézetének munkatársa volt; 1973–1985 között tudományos segédmunkatárs, 1985–1989 között tudományos munkatárs; 1989–2010 között tudományos főmunkatárs; 2010–2011 között tudományos tanácsadó. 1977–1990 között az Acta Historica szerkesztőségi titkára volt. 1986 óta a New York-i St. John's Egyetem budapesti, 1988-tól pedig a chicagói Európai Tanulmányok Intézetének bécsi programjainak tanára. 1990 óta az Europa Institut Budapest tudományos igazgató-helyettese. 1990–1997 között a Magyar Tudományos Akadémia Történelemtudományi Bizottságának titkára, 1997 óta alelnöke, a kiadványügyi munkabizottság titkára, a Magyar–Amerikai Vegyesbizottság titkára. 1993-ban a Chicagói Egyetem; 1999–2000, 2002–2003 között pedig a Columbia Egyetem vendégtanára volt. 1994–2001 között az Európai Mozgalom Magyar Tanácsának főtitkára, 2001 óta alelnöke. 2005-ben a Magyar Érdemrend lovagkeresztjében részesült. 2007 óta a Magyar Történelmi Társulat főtitkára. 2010-ben habilitált. 2012 óta a Magyar Tudományos Akadémia Bölcsészettudományi Kutatóközpont Történettudományi Intézetének megbízott igazgatója. Az MSZMP tagja 1990-ig.
Kutatási területe a 19–20. századi európai politika, társadalom- és eszmetörténet.

## Művei
- Néhány dokumentum a Huszadik Század történetéhez (1974)
- A polgári radikális ideológia kialakulásáról (1975)
- A biciklis bajvívó (1980)
- A Huszadik Század körének történetfelfogása (1982)
- Az útlevél története (1983)
- A nemzetközi politikai élet krónikája 1945–1985 (1986)
- A magyarországi radikális demokrata ideológia kialakulása (1990)
- A selected Bibliography of Modern Historiography (1992)
- A nemzetközi élet krónikája 1945–1997 (1999)
- Nemzeteken innen és túl. Tanulmányok Diószegi István 70. születésnapjára (szerkesztette, 2000)
- Képünk a világban (2002)
- Az integráció az európai történészek szemével (2003)
- Bűnbakkeresés és holokauszt a rendszerváltás utáni Magyarországon (2004)
- Bűnbakkeresés a huszadik századi Magyarországon (2005)
- Én, mi és ti – A magyarországi holokauszt kutatásáról (2008)
- The politics of hatred in the middle of Europe: scapegoating in twentieth century Hungary: history and historiography (Savaria University Press, Szombathely, 2009)
- A haladás hitele. Progresszió, bűnbakok, összeesküvők a huszadik századi Magyarországon (Akadémiai, 2010)
- Klios Schuld, Klios Sühne. Politische Wendepunkte und Historie im Karpatenbecken, 1867–2000 (MTA BTK Történettudományi Intézet, 2014)